# Die Hochzeit (Ismail Kadare)
Die Hochzeit (albanisch Dasma) ist ein Roman von Ismail Kadare (1936–2024), der erstmals im Jahr 1967 in der Zeitschrift Nëntori mit dem Titel Lëkura e daulles (deutsch Trommelfell) veröffentlicht wurde. Im Jahr 1968 erschien der Roman als separates Buch beim Verlag Naim Frashëri. Er wurde ins Englische übersetzt und vom BBC Radio im Jahr 1969 unter dem Titel Hochzeiten und Geister dramatisiert.
Der Roman entstand im Jahr 1967 in einem ungünstigen Klima für freigeistige Kreativität und Schriftsteller, die die Parteilinie überschritten hatten.

## Hintergrund und Inhalt
In der zweiten Hälfte der 1960er Jahre erlebte Albanien seine eigene Version der chinesischen kulturellen Revolution, in der albanische Schriftsteller gezwungen wurden, aufs Land zu ziehen, um „das Leben des Volkes näher kennenzulernen“. So wurde auch Kadare im Jahr 1966 in die Stadt Berat geschickt, um „in der Nähe der Menschen“ zu leben.
Von Kadares früheren drei Romanen blieb der erste, Die Stadt ohne Reklamen, unveröffentlicht, der zweite, Der General der Toten Armee, wurde kritisiert, weil das Thema des Aufbaus des Sozialismus nicht angesprochen wurde, und der dritte, Das Ungeheuer, wurde verboten. Unter dem Druck der neuen politisch-ideologischen Linie waren Schriftsteller und Intellektuelle, die gegen die Parteilinie verstießen, einem großen Risiko ausgesetzt. Angesichts des ungünstigen Klimas für freie Kreativität und des Drucks, etwas über die „freudige Gegenwart“ zu schreiben, erwog Kadare während seiner Zeit in einer Textilfabrik in Berat, das Schreiben ganz aufzugeben oder Zugeständnisse zu machen und unter dem Druck des Dogmas zu schreiben. In dieser Zeit erschien der Roman, der als Kern die unveröffentlichte Geschichte Seltsame Hochzeit hatte, die Kadare einige Jahre zuvor geschrieben hatte. Von diesem Kern sollte aber fast nichts mehr übrig sein.
Im Roman finden sich Schilderungen des „neuen Albanien“; man begegnet Arbeitern, Baustellen, Rehabilitationszentren. Es gibt aktuelle Themen wie die Emanzipation der Frau, der Kampf gegen arrangierte Ehen und der Kampf gegen die Religion. Der Roman ist von einer festlichen Atmosphäre durchdringt, ungewöhnlich für Kadares Werk. Es kommen jedoch zahlreiche groteske Situationen und komische Dialoge vor, was einige Gelehrte dazu veranlasst hat, ihn als Spott über die kommunistische Aktualität zu interpretieren. Kadare kritisiert auch die Bürokratie.
Gewisse Autoren betrachten den Werk als Roman des Realsozialismus, sogar als das extremste realsozialistische Werk Kadares. Andere sind gegenteiliger Ansicht, so auch Arshi Pipa, ein Kritiker von Kadare:

„Dasma nuk është roman i mirë, madje as nuk është roman, por thjesht  një shkërbim romani […]; romani ishte e kundërta e plotë e asaj që mburrte Historia e letërsisë shqiptare të realizmit socialist. [… Die Hochzeit] është manifesti  shqiptar i anti-realizmit socialist.“

„Die Hochzeit ist weder ein guter Roman noch überhaupt ein Roman, sondern eine Romanimitation […]. Der Roman war das genaue Gegenteil von dem, was sich die albanische Literaturgeschichte des sozialistischen Realismus rühmte. [... Die Hochzeit] ist das albanische Manifest des Anti-Realsozialismus.“

## Übersetzungen und Versionen
Obwohl der Autor dem Werk wenig Beachtung schenkte, wurde es von linken Verlegern in einigen westlichen Ländern vor General der Toten Armee publiziert. Für Propagandazwecke wurde es von Ali Cungu ins Englische übersetzt (Tirana 1968, New York 1972); weitere Übersetzungen wurden später publiziert: Norwegisch (Oslo 1976), Schwedisch (Stockholm 1976), Niederländisch (Rotterdam 1979) und Spanisch (1985).
Auf Deutsch ist Die Hochzeit nicht publiziert worden. Die Übersetzer Gerhard Schallenkamp und Ernst Ulbrich, die teilweise auf die englische Vorlage zurückgriffen, verfassten den deutschen Text 1977 als Manuskript.
1980 veröffentlichte Ismail Kadare eine gekürzte Fassung des Romans als Erzählung unter dem Titel „Lȅkura e daulles“ (Die Haut der Trommel) im Sammelband „Gjakftohtȅsia. Novela“ (Die Kaltblütigkeit. Erzählungen), angepasst an die geänderte politische Lage (Tirana, S. 366–488).